# Яніковський канал
Яніковський канал (словац. Janíkovský kanál) — штучно створений дренажний канал в Словаччині, ліва притока Нітри, протікає в окрузі Нітра.
Довжина приблизно 5.5-5.8 км. Виникає відділенням від потоку Селенця. Витік знаходиться в масиві Дунайська низовина (геоморфологічна підодиниця Подунайські пагорби); на висоті близько 135 метрів.
Протікає територією міста Нітра (міські частини Хренова і Яніковце). Впадає у Нітру на висоті приблизно 130-132 метри.